# 伊格爾鎮區 (阿肯色州布拉德利縣)
伊格爾鎮區（英語：Eagle Township）是位於美國阿肯色州布拉德利縣的一個行政鎮區。

## 地方資料
伊格爾鎮區的面積為199.67平方千米，當中陸地面積為197.25平方千米，而水域面積為2.42平方千米。根據2010年美國人口普查的數據，當地共有人口125人，而人口密度為每平方千米0.63人。